# Skänninge
58°23′44.142″N 15°4′31.087″Ø / 58.39559500°N 15.07530194°Ø
Skänninge er en svensk by i Mjölby kommune i Östergötlands län i Östergötland. I år 2010 havde byen 3.140 indbyggere. Gennem byen løber Skenaån. Skänninge ligger cirka 10 kilometer nord for Mjölby, ved vejene 32 og 206.

## Skänninge stads kommun
Staden blev en kommune i 1862-1863. 
I 1952 blev nabokommunerne Allhelgona landskommun, Bjälbo landskommun og Järstads landskommun indlemmede i Skänninge stads kommun.
I 1971 blev Skänninge stad del af den nydannede Mjölby kommun.